# 珍街

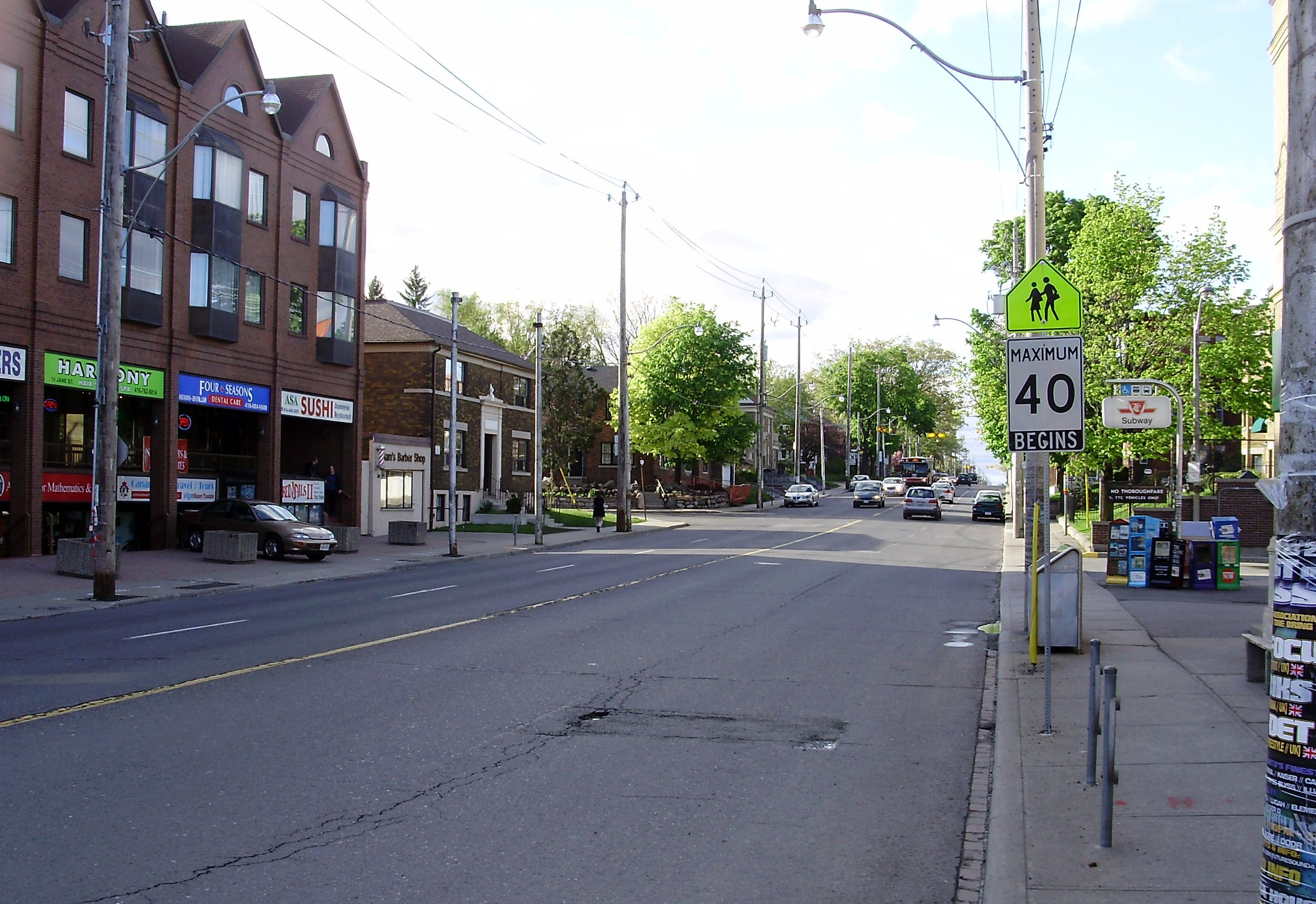
布魯亞街北望珍街

珍街是加拿大安大略省多倫多的一條南北向大道。其始於布魯亞街，繼續向北進入約克區，直至皇帝鎮的爹核士徑（Davis Drive）。街道經過許多知名地點，如加拿大奇妙樂園等。它是大多倫多地區最擁堵的道路之一，其上的巴士線亦是其運行的系統中最擁堵的路線之一。
街道上有珍街夾芬治社區。該社區以犯罪率高而聞名，也是多倫多最貧窮的社區之一。

## 路線概述
珍街的南端位於布魯亞街上的地鐵珍街站。街道實際上是南京士威道（South Kingsway）向北的延續。珍街是一條四車道的道路，但在艾靈頓路以北的大部分路段都有中線。街道經過多倫多的主要住宅區。經過407號省道後，它在約克區麥健時少校徑之前成為一條商業街，然後再次成為住宅街道。在夾退斯通道（Teston Road）處，珍街轉為鄉郊街道，並縮窄為兩車道，直至其北部盡頭爹核士徑。
這條街經過珍街夾芬治路口及社區。該社區因犯罪率高而臭名昭著。經過士刁士路，珍街被稱為約克55號區道，作為約克區道路編號系統的一部分。約克55號區道途經加拿大奇妙樂園等地。

## 地標
| 地標           | 圖像 |
| -------------- | ---- |
| 地鐵珍街站     |      |
| 加拿大奇妙樂園 |      |
| 旺妙斯商場     |      |
| 珍街夾芬治社區 |      |
| 地鐵先鋒村站   |      |